# بيستانيو
بيستانيو (بالإيطالية: Bistagno)‏ هي بلدية في مقاطعة ألساندريا في إقليم بييمونتي في إيطاليا.

## السكان
في سنة 1861 بلغ عدد السكان 1٬901 نسمة، وتطور العدد ليصل في سنة 2011 لـ 1٬930 نسمة.
يظهر هذا المخطط البياني تطور النمو السكاني لـ بيستانيو